# Ченецкий сельский округ
Ченецкий сельский округ — упразднённая административно-территориальная единица, существовавшая на территории Волоколамского района Московской области в 1994—2006 годах.
В первые годы советской власти возник Ченецкий сельсовет Аннинской волости Волоколамского уезда Московской губернии.
В 1925 году из Ченецкого с/с был выделен Горкинский с/с.
В 1926 году Ченецкий с/с включал 1 населённый пункт — Ченцы.
В 1929 году Ченецкий сельсовет был отнесён к Волоколамскому району Московского округа Московской области. При этом к нему был присоединён Горкинский с/с. В состав Ченецкого с/с вошли селения Горки и Ченцы.
17 июля 1939 года к Ченецкому с/с были присоединены селения Авдотьино и Голубцово упразднённого Авдотьинского с/с. В состав Ченецкого с/с вошли селения Авдотьино, Голубцово, Горки и Ченцы.
4 января 1952 года к Ченецкому с/с были присоединены селения Возмище и Пушкарская слобода Пригородного с/с, а также Ядрово Лысцевского с/с. Одновременно селения Авдотьино и Голубцово были переданы из Ченецкого с/с в Ефремовский с/с. В состав Ченецкого с/с вошли селения Возмище, Горки, Пушкари, Ченцы и Ядрово.
14 июня 1954 года к Ченецкому с/с был присоединён Лысцевский с/с (селения Амельфино, Лысцево, Мыканино, Рождествено и Шишкино). В состав Ченецкого с/с вошли селения Амельфино, Возмище, Горки, Лысцево, Мыканино, Пушкари, Рождествено, Ченцы, Шишкино и Ядрово.
14 января 1964 года к Ченецкому с/с был присоединён Строковский с/с.
25 января 1972 года в Ченецкий с/с из Кашинского были переданы селения Владычино, Ивановское, Путятино, Щёкино и посёлок ПМК «Водстрой» № 2. Одновременно селения Амельфино, Лысцево, Мыканино, Шишкино и Рождествено были переданы из Ченецкого с/с в Матрёнинский с/с.
5 февраля 1975 года в Ченецком с/с были сняты с учёта селения Малеевка и Ефремово.
1 сентября 1983 года из черты города Волоколамска в Ченецкий с/с была передана усадьба совхоза-техникума «Холмогорка».
3 февраля 1994 года Ченецкий с/с был преобразован в Ченецкий сельский округ.
2 октября 1996 года посёлок совхоза-техникума «Холмогорка» был переименован в посёлок Холмогорка.
22 апреля 2004 года посёлок Холмогорка был включён в черту города Волоколамска (административный центр Ченецкого сельского округа из посёлка Холмогорка перенесён в деревню Ченцы), а 5 мая та же участь постигла селения Возмище, Пушкари и Щёкино.
В ходе муниципальной реформы 2005 года Ченецкий сельский округ прекратил своё существование как муниципальная единица. При этом селения Горки, Ивановское и Ченцы вошли в городское поселение Волоколамск, а Авдотьино, Быково, Веригино, Владычино, Голубцово, Калистово, Путятино и Строково — в сельское поселение Кашинское.
29 ноября 2006 года Ченецкий сельский округ исключён из учётных данных административно-территориальных и территориальных единиц Московской области.